# Cratere Bamba
Bamba  è un cratere sulla superficie di Marte.